# Tom Biss
Tom Biss (20 de enero de 1993 en Hastings) es un futbolista neozelandés que juega como mediocampista en el Slough Town.

## Carrera
Debutó en 2010 jugando para el Hawke's Bay United. En 2012 pasó al Team Wellington, además de figurar en la escuela de excelencia del Wellington Phoenix, club con el que jugó un encuentro en la temporada 2012/13. En 2013 fue quitado de la escuela de excelencia de los Nix por el recién contratado Ernie Merrick, por lo que dejó el Team Wellington, regresando al Hawke's Bay. En 2014, de cara a la Liga de Campeones de la OFC, fue contratado por el Waitakere United. Sus buenas actuaciones lo llevaron a firmar una extensión de su contrato. En 2015 dejó el club para regresar al Hawke's Bay. En 2016 viajó a Inglaterra para incorporarse al Slough Town.

### Clubes
| Club                          | País          | Año             |
| ----------------------------- | ------------- | --------------- |
| Hawke's Bay United            | Nueva Zelanda | 2010 - 2012     |
| Team Wellington               | Nueva Zelanda | 2012 - 2013     |
| Wellington Phoenix (préstamo) | Nueva Zelanda | 2012            |
| Hawke's Bay United            | Nueva Zelanda | 2013 - 2014     |
| Waitakere United              | Nueva Zelanda | 2014 - 2015     |
| Hawke's Bay United            | Nueva Zelanda | 2015 - 2016     |
| Slough Town Football Club     | Inglaterra    | 2016 - Presente |

### Selección nacional
Representando a Nueva Zelanda obtuvo el título en el Campeonato Sub-20 de la OFC 2013 disputado en Fiyi.

## Palmarés
| Título                | Club             | País          | Año  |
| --------------------- | ---------------- | ------------- | ---- |
| Campeonato Sub-20 OFC | Selección Sub-20 | Nueva Zelanda | 2013 |